# Gregg G. Tallas
Gregg G. Tallas (greacă Γκρέκ Τάλλας, nume la naștere: Γρηγόρης Θαλασσινός, Grigoris Thalassinos, n. 25 ianuarie 1909, Atena– d. 1 februarie 1993, Atena) a fost un regizor grec.

## Filmografie
- 1985: Night Train to Terror
- 1980: Cataclysm (ca Greg Tallas)
- 1968: Kataskopoi ston Saroniko
- 1967: Bikini Paradise
- 1965: Marc Mato, agente S. 077
- 1962: Katigoroumenos... o eros (ca Gregg Tallas)
- 1958: Apagorevmeni agapi (ca Gregg Tallas)
- 1957: Agioupa, to koritsi tou kampou
- 1953: To xypolito tagma
- 1950: Prehistoric Women (ca Gregory G. Tallas)
- 1949: Siren of Atlantis (ca Gregg G.Tallas)